# Vanda Lust
Vanda Lust (Hungría, 26 de mayo de 1994) es una actriz pornográfica húngara.

## Biografía
Nació en Hungría en mayo de 1994. No se sabe mucho de su vida antes de 2012, año en que, a sus 18 años, entra en la industria pornográfica.
Ha trabajado para la productora francesa Marc Dorcel Fantasies, para la que ha grabado películas como 19 Years Young Escort Girl, Anissa and Lola - Nursing School o My Very First Time.
También ha aparecido en películas de productoras estadounidenses como Evil Angel o Girlfriends Films, siendo algunos títulos Blow Me Off 2, Classic Shags, Discreet Service o Get Her Ass Fucked.
En 2015 fue nominada en los Premios XBIZ a la Artista femenina extranjera del año.
Ha grabado más de 210 películas.

## Premios y nominaciones
| Año  | Ceremonia    | Resultado | Premio                              | Trabajo |
| ---- | ------------ | --------- | ----------------------------------- | ------- |
| 2015 | Premios XBIZ | Nominada  | Artista femenina extranjera del año | —       |